# Diecezja Balasore
Diecezja Balasore (łac. Diœcesis Balasorensis) – diecezja rzymskokatolicka w Indiach. Została utworzona w 1968 jako prefektura apostolska. Diecezja od 1989.

## Główne świątynie
- Katedra: Katedra Chrystusa Króla w Balasore

## Biskupi diecezjalni
- O. Jacob Vadakevetil CM (1968 – 1989 administrator apostolski)
- Bp Thomas Thiruthalil CM (1989 – 2013)
- Bp Simon Kaipuram CM (2013 – 2019)
- Bp Varghese Thottamkara CM (od 2023)